# 第一紀元
第一紀元（First Age），是英國作家約翰·羅納德·瑞爾·托爾金的史詩式奇幻小說系列中的太陽紀第一時代。
第一紀元的開始有兩種說法，第一說法是由精靈在雙樹紀於庫維因恩甦醒開始；第二說法是當諾多族芬國昐大隊返回中土大陸之時，太陽第一次升起，為太陽紀的開始，而登陸中土大陸那一年，曆法上視為太陽紀第一紀元元年。但一致地認為結束在維拉大軍及貝爾蘭大軍攻擊下，魔苟斯戰敗之時。
托爾金主要描述發生在貝爾蘭的事件，或依他說：「第一紀元的最後六個世紀。」這些描述集中在一系列由辛達族、諾多族和伊甸人的三大種族發起，反對安格班軍隊和邪惡人類的戰爭。戰爭實際上在雙樹紀開始了，但諾多族返回貝爾蘭後發動了更多新的戰爭。每一場戰爭並不是明確定下打敗魔苟斯為目標，但費諾七子回來以後，便以擊敗魔苟斯為目標。

## 第一紀元
太陽紀的紀年是以正常的時間來進行，但在維林諾，時間則不易確定。
- 1年，太陽飛船啟航，曆法上視為太陽紀第一紀元元年。同時，伊露維塔於中土大陸極東處的希爾多瑞恩喚醒人類。

- 50年，烏歐牟向兩諾多族王侯特剛和芬羅德·費拉剛報夢，命令他們興建貢多林王國和納國斯隆德王國。

- 65年，芬羅德·費拉剛於法拉斯地區貝松巴和伊葛拉瑞斯特之間的岬角建造寧瑞斯塔（白角塔）。

- 75年，阿格烈瑞伯戰役開始，芬國昐圍困安格班，是為安格班之圍。

- 100年，納國斯隆德王國建立完成，芬羅德·費拉剛從希斯隆遷入納國斯隆德。

- 126年，隱藏王國貢多林建立完成，特剛從內佛瑞斯特秘密遷入貢多林。

- 265年，格勞龍破壞貝爾蘭，但被擊退返回安格班。

- 305年，比歐帶領伊甸人第一家族進入貝爾蘭，芬羅德·費拉剛成為第一個發現人類的精靈。

- 341年，哈達德之子女，哈達爾及哈麗絲誕生。

- 345年，雅瑞希爾及其子梅格林返回貢多林，雅瑞希爾及其丈夫伊奧同年死去。

- 389年，多爾露明之首領哈索之子哈多誕生。

- 443年，巴拉漢及艾米迪爾之子，貝倫·艾爾哈米昂誕生。

- 445年，歐洛隹斯之子，吉爾加拉德誕生。

- 455年，魔苟斯於班戈拉赫戰役中打破安格班之圍，芬國昐單挑魔苟斯，但戰敗殞落。芬鞏即位成為諾多族最高君王。人類英雄胡爾和胡林被巨鷹之王索隆多帶到隱藏王國貢多林。

- 456年，胡爾和胡林離開隱藏王國貢多林，返回多爾露明。

- 457年，索倫入侵納國斯隆德王國領地西瑞安島，守衛的歐洛隹斯逃回納國斯隆德，索倫將之易名堝惑斯島（狼人之島）。

- 461年，巴拉漢與十二名同伴逃避魔苟斯追殺，最後只有巴拉漢之子貝倫生還。

- 462年，在命運安排下，貝倫成功越過美麗安設下的異空間美麗安環帶，進入灰精灵的多瑞亞斯王國。

- 463年，胡林和莫玟之子，圖林·圖倫拔誕生。貝倫遇見埃盧·庭葛和美麗安之女露西安。

- 465年，凱勒鞏和庫路芬經過納國斯隆德王國，進入辛姆拉德。

- 468年，芬羅德·費拉剛和貝倫被監禁在堝惑斯島，芬羅德·費拉剛被狼人殺害，但露西安和胡安擊敗索倫，救出貝倫。

- 469年，貝倫和露西安繼續尋找精靈寶鑽的旅程。貝倫死去，露西安悲哀過度而死，靈魂去到曼督斯的廳堂，露西安懇求曼督斯，結果露西安放棄精靈的永生，與貝倫在原先的肉身上重生，但美麗安讀到露西安的命運，悲哀的離去，其後兩人遷居歐西瑞安的嘉蘭島，那裡後來被稱斐恩·伊·古伊納地區，生與死之地。

- 471年，尼南斯·阿農迪亞德戰役爆發，芬鞏殞落，胡爾於西瑞安通道被殺，胡林被魔苟斯擄走，胡林公開蔑視譏笑他，結果魔苟斯詛咒胡林和莫玟，以及他們的子子孫孫。

- 472年，法拉斯地區貝松巴和伊葛拉瑞斯特被圍攻，化成廢墟，造船者瑟丹及百姓逃到巴拉爾島。

- 473年，胡林和莫玟之女妮諾爾·奈妮爾誕生。瑞安逝世。

- 475年，貝倫和露西安之子，迪歐·埃盧希爾於嘉蘭島誕生。

- 494年，自安格班逃出的葛溫多遇見圖林，圖林成為納國斯隆德王國的大將摩米吉爾，「黑劍」的意思。

- 495年，烏歐牟於內佛瑞斯特現身，召見圖爾，命令圖爾進入隱藏王國貢多林警告特剛曼督斯之詛咒將快應驗。

- 497年，迪歐迎娶寧羅絲。

- 498年，圖林於貝西爾殺死格勞龍，圖林和妮諾爾自盡而死。

- 499年，魔苟斯假裝仁慈，釋放胡林，但暗中監視胡林所到之處。胡林去到環抱山脈，找不到隱藏王國貢多林，但使魔苟斯猜測到貢多林的大致位置。胡林去到貝西爾，他兒女自盡身亡之處，在圖林和妮諾爾墓前見到莫玟，莫玟逝世，葬於子女墓旁。後來胡林來到納國斯隆德廢墟，找到諾格萊迷爾項鍊。在他經過多瑞亞斯王國之時，被埃盧·庭葛接見，胡林辱罵他，將諾格萊迷爾項鍊丟在他面前，表示是他照顧自己妻兒的禮物，美麗安告知胡林所有真相。同年，埃盧·庭葛被貝磊勾斯特堡的矮人殺死，貝倫、萊昆第、樹人擊退了矮人，美麗安悲哀地返回維林諾，美麗安環帶消失。露西安佩帶精靈寶鑽，迪歐成為多瑞亞斯之王。

- 500年，迪歐和寧羅絲之女，愛爾溫誕生。

- 502年，貝倫和露西安被精靈寶鑽耗盡力量，雙雙離世。迪歐繼承精靈寶鑽。胡林跳下西邊大海自盡身亡。

- 505年，第二次殘殺親族事件發生，費諾的兒子為精靈寶鑽攻擊多瑞亞斯，迪歐和寧羅絲及兒子死去。但迪歐也殺死了費諾七子中的凱勒鞏、庫路芬和卡蘭希爾。愛爾溫帶着精靈寶鑽逃到西瑞安河口。

- 511年，梅格林向魔苟斯告知隱藏王國貢多林所在之處，貢多林陷落，特剛殞落。葛羅芬戴爾力戰而亡，艾克希里昂和勾斯魔格同歸於盡。圖爾和伊綴爾·凱勒布琳朵帶住貢多林遺民逃到西瑞安河口。

- 525年，埃蘭迪爾和愛爾溫之子，愛洛斯和愛隆誕生。

- 560年，圖爾和伊綴爾·凱勒布琳朵乘坐造船者瑟丹所建造的船伊雅瑞米前往西方，一去不再复返，精靈相傳他們到了維林諾。

- 580年，第三次殘殺親族事件發生：埃蘭迪爾出海時，費諾剩下的兒子為精靈寶鑽攻擊西瑞安河口。安羅德被殺。愛爾溫帶住精靈寶鑽投海，但烏歐牟救了她，並將她化成白鳥送至埃蘭迪爾處。埃蘭迪爾於是下定決心前往維林諾，在精靈寶鑽的力量下，通過魔法島嶼，到達維林諾，向維拉陳情人類和精靈痛苦的處境。

- 583年，憤怒之戰爆發：維拉派出大軍進攻安格班，魔苟斯被活捉，魔苟斯身上綁住安蓋諾爾鐵鍊，維拉然後將他帶至黑夜之牆，丟入空虛之境。戰爭中，貝爾蘭大陸陸沉，中土大陸形成新海岸線，西爾卡內海之水全流入貝烈蓋爾海而消失，西爾卡內海下的盤地：魔多、侃德、盧恩升上海面，盧恩內海為西爾卡內海僅餘的小部份。梅斯羅斯、梅格洛爾盜取兩枚精靈寶鑽，但精靈寶鑽最後失落於地心和大海中。維拉解開主神禁令和曼督斯之詛咒，重新邀請精靈返回阿門洲，他們被重排到伊瑞西亞島上。凱蘭崔爾拒絕接受維拉原諒，諾多族小部份精靈居住在林頓，他們的君王是吉爾加拉德。辛達族則東遷建立王國，此時歐瑞費爾是他們的君王。

### 第一紀元主要的戰爭
- 努因吉利雅斯戰役 Dagor-nuin-Giliath（星光下的戰役 Battle under the Stars，這次命名是因為這次戰役發生在太陽創造之前）。魔苟斯從安格班攻擊費諾紮營的米斯林地區，但精靈擊退了他們。可是費諾在戰爭被殺害了，努因吉利雅斯戰役被認為是第二次發生在貝爾蘭的戰役，之前一場戰役發生在雙樹紀期間。

- 阿格烈瑞伯戰役 Dagor Aglareb（光榮戰役 Glorious Battle），戰鬥發生在諾多族返回貝爾蘭大約七十五年後。魔苟斯再攻擊了諾多族，依然沒有成功。諾多族變得大膽，圍攻安格班。但是，圍攻效率有限，因為安格班的北邊是英格林山脈，並且難於接近。

- 班戈拉赫戰役 Dagor Bragollach（瞬間烈炎之戰 Battle of Sudden Flame）魔苟斯令安戈洛墜姆噴出熔岩，破壞圍攻的諾多族軍隊。諾多族最終抵擋了，但他們的損失非常嚴重。例如，阿德加藍草原永遠被毀，被易名安佛格利斯，「窒息的煙塵」；並且在多索尼安高地，伊甸人開始聚居，被視作不速之客。

- 尼南斯·阿農迪亞德戰役 Nirnaeth Arnoediad（無盡的眼淚 Unnumbered Tears）是諾多族第一次發起的戰爭。他們集合了由精靈、矮人、伊甸人，東來者玻爾家族和烏番格家族，加上費諾的兒子們加盟。精靈和他們的盟友推進安格班，但魔苟斯的欺騙弄翻了他們爭鬥計劃，並且烏番格背叛了。戰役命名為「無盡的眼淚」，事實上，精靈的最後希望被毀壞了。米斯林地區丟失了，費諾的兒子勢力驅散了，貝爾蘭的人民被消滅。魔苟斯的半獸人將人類和精靈的屍體埋在安佛格利斯草原中心。

- 憤怒之戰 War of Wrath，埃蘭迪爾航行維林諾，說服維拉幫助中土大陸上的人民。維拉會集由邁雅、凡雅族、停留在維林諾諾多族組成的軍隊。帖勒瑞族拒絕加入，但同意乘載他們。這次爭鬥最著名的莫過於黑龍安卡拉剛的首次出現，但維拉勝利。魔苟斯戰敗，被逐出宇外，而貝爾蘭，毀壞下沉了。